# غاو جنوب هانوفر-براونشفايغ
غاو جنوب هانوفر-براونشفايغ (بالألمانية: Gau Südhannover – Braunschweig ) كانت منطقة إقليمية تأسست في عام 1933 في ألمانيا النازية. في البداية كان غاو مكونًا إقليميًا لكل من دولة بروسيا الحرة ودولة برونزويك الحرة من عام 1933 إلى عام 1935. ومع ذلك، بعد إلغاء الولايات التأسيسية الألمانية في عام 1935، استبدلها غوس في مسؤولياتهم. تم تفكيك Gau Southern Hanover-Brunswick بعد هزيمة ألمانيا في عام 1945. أصبحت المنطقة بعد الحرب جزءًا من ولاية سكسونيا السفلى في ألمانيا الغربية.

## التاريخ
تم إنشاء نظام النازي جاو في الأصل في مؤتمر للحزب في 22 مايو 1926، من أجل تحسين إدارة هيكل الحزب. منذ عام 1933 وما بعده، بعد الاستيلاء النازي على السلطة، حل الجاو محل الولايات الألمانية كتقسيمات إدارية في ألمانيا. 
على رأس كل جاو، هناك غاولايتر ذو صلاحيات شبه مطلقة. كل غاولتير محلي غالبًا ما كان يشغل مناصب حكومية بالإضافة إلى مناصب حزبية وكان مسؤولًا، من بين أشياء أخرى، عن الدعاية والمراقبة، ومنذ سبتمبر 1944 فصاعدًا، فولكسستورم والدفاع عن الغاو.  
منصب غاولايتر Südhannover – Braunschweig كان يحتفظ به في البداية من قبل برنهارد روست حتى عام 1940 ثم بواسطة Hartmann Lauterbacher حتى نهاية الحرب.  